# Социал-демократическая партия Грузии

Флаг Грузии (1918—1921), созданный Яковом Николадзе

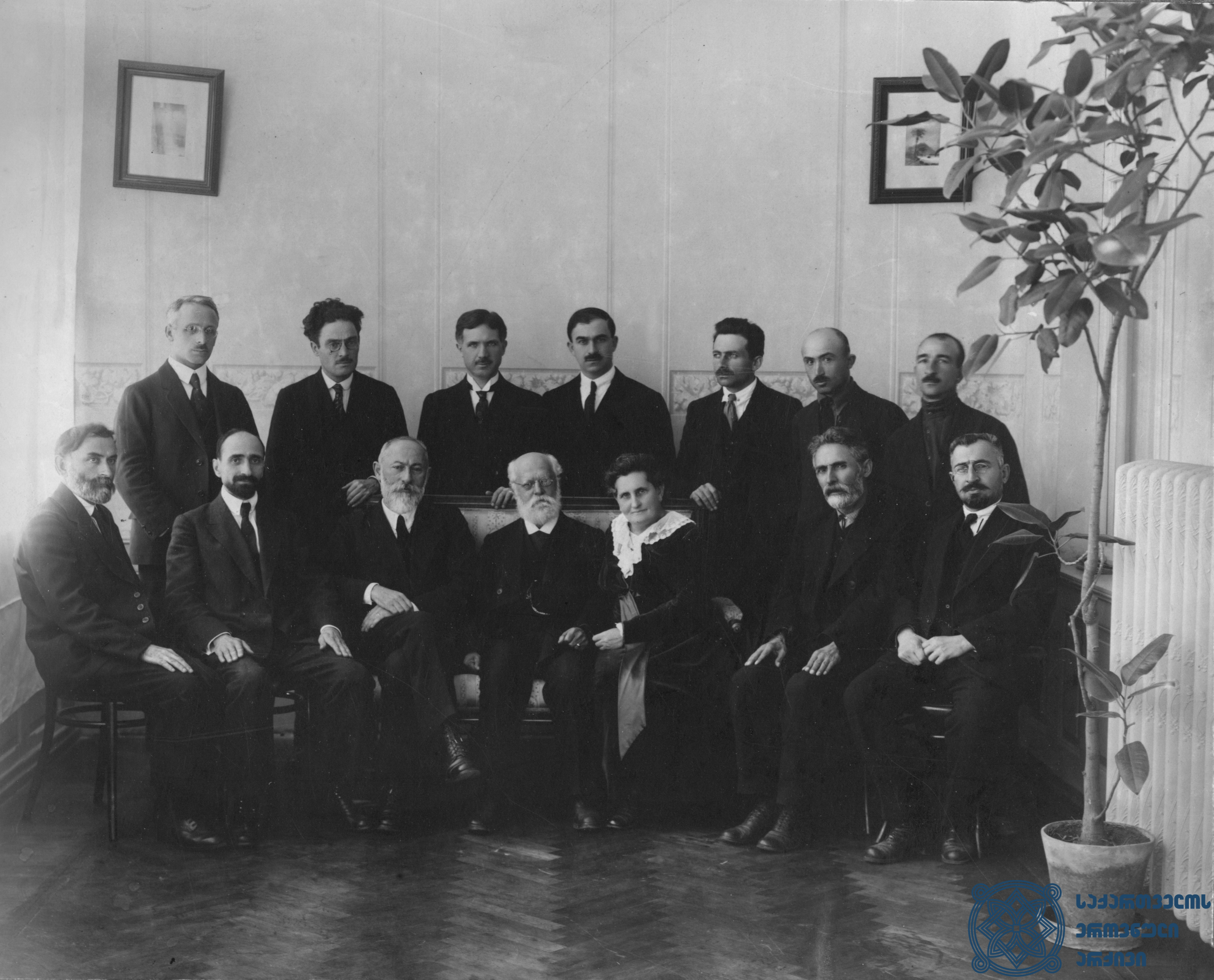
Карл Каутский с грузинскими социал-демократами, Тифлис, 1920.
1-й ряд, слева-направо: Сейд Девдариани, Ной Рамишвили, Ной Жордания, Карл Каутский и его супруга Луиза Каутская, Сильвестр Джибладзе, Ражден Арсенидзе;
2-й ряд, слева-направо: секретарь Каутского Пауль Ольберг, Виктор Тевзая, Константин Гварджаладзе, Константин Сабахтарашвили, Сардион Тевзадзе, Автандил Урушадзе, Григол Цинцабадзе

Грузинская социал-демократическая партия (груз. საქართველოს სოციალ-დემოკრატიული პარტია) — марксистская партия, существовавшая в Грузинской Демократической Республике с 1918 года по 1926 год.
Ведущая политическая сила в Грузинской Демократической Республике.

## Предыстория
Первой социал-демократической организацией Грузии стала литературно-политическая группа «Месаме-даси» (груз. მესამე დასი; рус. «Третья группа»), основанная в 1892 году в Зестафони марганцепромышленником Иосифом Какабадзе, агрономом Евгением Вацадзе, беллетристом Эгнатэ Ингороква (Ниношвили), сыном священника Дмитрием Каландарашвили, бывшим воспитанником Тифлисской духовной семинарии Силибистро Джибладзе и бывшим студентом Харьковского ветеринарного института Николаем (Карло) Чхеидзе. Позднее группа превратилась в политическую организацию грузинских социалистов-марксистов. После создания Российской социал-демократической рабочей партии (РСДРП), объединившей многочисленные социал-демократические группы Российской империи в единую партию, «Месаме-даси» присоединилась к ней, сохранив при этом своё название и организационную самостоятельность. В 1903 году был образован Кавказский союз РСДРП и «Месаме-даси», подчинившись партийной дисциплине, влилась в его состав, прекратив своё существование как отдельная организация. Юридически это было оформлено на II съезде РСДРП в том же 1903 году. Потеряв организационную самостоятельность «Месаме-даси» сохранилась как литературная группа и как название грузинских социал-демократов.
После раскола российской социал-демократии на меньшевиков и большевиков, большая часть членов «Месаме-даси», в том числе Ной Жордания, Исидор Рамишвили, Силибистро Джибладзе, Николай Чхеидзе, Ираклий Церетели, постепенно примкнули к меньшевикам. Часть грузинских социал-демократов, среди которых были Иосиф Джугашвили (Сталин), Серго Орджоникидзе и Филипп Махарадзе, присоединились к большевикам.
Грузинские Соц. — Демократы (меньшевики) активно участвовали в революции 1905 года, в частности, в Гурии, где была провозглашена крестьянская республика.
Лидеры грузинской социал-демократии были избраны в в I по IV Государственную Думу России. Из них Ной Жордания возглавлял фракцию Соц. — Дем в Первой Думе, Ираклий Церетели возглавлял фракцию Соц. — Демократов во Второй Думе, Николай (Карло) Чхеидзе возглавлял фракцию Соц. — Дем в Третьей и Четвертой Думах.
В 1917 году ряд деятелей грузинской социал-демократии приняли участие в российской революции. Николай Чхеидзе с февраля по октябрь 1917 года возглавлял Исполнительный комитет Петроградского Совета, коллегиального представительного органа власти, пользовавшегося огромным влиянием не только в Петрограде, но и по всей России. Ираклий Церетели с мая по октябрь занимал должность вначале министра почт и телеграфов, а затем министра внутренних дел Временного правительства России.
Кита Абашидзе и Акакий Чхенкели в марте 1917 года были назначены членами Особого Закавказского Комитета (ОЗАКОМ), органа Временного правительства России по управлению Закавказьем. С ноябре 1917 года по февраль 1918 года Евгений Гегечкори руководил Закавказским комиссариатом, правительством Закавказья, созданным грузинскими социал-демократами, эсерами, армянскими дашнаками и азербайджанскими мусаватистами и заменившим ОЗАКОМ. В феврале 1918 года в Тифлисе организуется частично избранный Закавказский Сейм, созванного Закавказским комиссариатом как представительный и законодательный орган государственной власти в Закавказье. Председателем Сейма был избран Николай Чхеидзе, к тому времени уже покинувший Петроград. Главой первого правительства Закавказской демократической федеративной республики, провозглашённой Сеймом, стал Акакий Чхенкели.

## История
В 1918 году после фактического распада Российской империи грузинские Соц. — Демократы официально отделились от Российской социал-демократической рабочей партии (меньшевиков) и образовали Грузинскую социал-демократическую партию. К августу 1918 года партия насчитывала свыше 70 тыс. человек. Центральным печатным органом партии стала газета «Эртоба» (с груз. — «Единство»), выходившая в Тифлисе в 1917—1921 годах.
В число наиболее известных членов партии входили Ной Жордания, Ираклий Церетели, Николай Чхеидзе, Евгений Гегечкори, Акакий Чхенкели, Григол Лордкипанидзе, Исидор Рамишвили, Сильвестр Джибладзе, Ражден Арсенидзе, Константин Андроникашвили, Виктор Тевзая, Константин Гварджаладзе, Константин Сабахтарашвили, Сардион Тевзадзе, Автандил Урушадзе, Григол Цинцабадзе, Михаил Хундадзе, Евгений Гваладзе, Акакий Андгуладзе.

Состав Учредительного собрания Грузии

На выборах в Учредительное собрание Грузинской Демократической Республики 14 февраля 1919 года партия набрала 81,5 % голосов и 109 мандатов из 130. Пользуясь широкой поддержкой среди населения Грузии социал-демократы доминировали в политической жизни страны. Так, если в первое правительство независимой Грузии также вошли национал-демократы и социал-федералисты, то два последующих кабинета социал-демократы смогли сформировать самостоятельно после отказа других партий. За время правления социал-демократы приняли 126 законов.
Находясь у власти, грузинские социал-демократы столкнулись с целым рядом проблем. В частности, офицерский состав только что созданной грузинской национальной армии был как правило укомплектован офицерами Российской императорской армии, которым руководство партии не всегда доверяло, а формирующаяся Национальная гвардия представляла собой ополчение, не отличавшееся высокой дисциплиной. Военный вопрос был особенно актуальным на фоне пограничных споров с Турцией, Арменией и Азербайджаном, а также конфликтов с абхазами и осетинами. После окончательного поражения Германии в Первой мировой войне встал вопрос о налаживании отношений со странами Антанты, что осложнялось близкими отношениями властей Грузии с немцами после заключения теми Брестского мира. Так, к примеру, Франция де-юре признала Грузинскую Демократическую Республику только в феврале 1921 года, меньше чем за месяц до установления в Грузии советской власти.

## В эмиграции
После ввода войск и установления советской власти в Грузии (февраль — март 1921 года), 16 марта парламент поручил правительству продолжить сопротивление за пределами страны. Лидеры грузинских социал-демократов эмигрировали и образовали во Франции «Заграничное бюро» и правительство в изгнании. В 1922 году эмигрировавшие лидеры грузинских меньшевиков вошли в состав «Паритетного комитета антибольшевистских партий Грузии». В 1923 году партия вошла в Социалистический рабочий интернационал. Во Франции грузинские социал-демократы издавали журналы «Борьба», «Голос Борьбы», «Наш флаг».
После оккупации Грузии и вхождения республики в состав Союза ССР грузинские социал-демократы продолжали свою деятельность, но уже подпольно. В августе 1924 года члены партии приняли активное участие в организации крупного антисоветского восстания в Грузии, после провала которого деятельность партии была прекращена сотрудниками ОГПУ. Так, 1 сентября 1924 года был казнён Ной Хомерики, бывший министр сельского хозяйства, тайно вернувшийся в Грузию в 1923 году, чтобы участвовать в подготовке восстания. Впрочем, нахождение за границей тоже было опасным для политэмигрантов. Например, Ной Рамишвили был убит в 1930 году в Париже. Вплоть до 1950-х годов грузинские социал-демократы в изгнании поддерживали связи с членми партии, находящими в Грузинской ССР, направляя туда своих эмиссаров.
В 1926 году партия вместе с другими кавказскими эмигрантскими организациями учредила Комитет независимости Кавказа.
Во время Второй мировой войны Правительство Грузии (в изгнании), также как и правящая партия грузинских социал-демократов 4 февраля 1940 года официальным заявлением поддержала правительство Франции (как и всю антигитлеровскую коалицию).

## Галерея

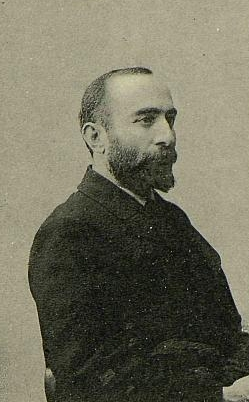
Николай Чхеидзе
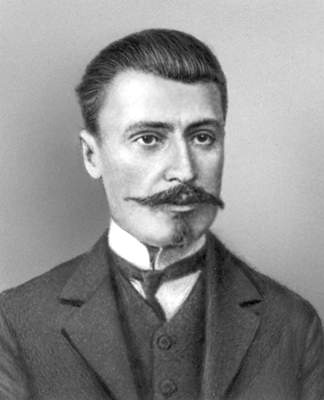
Ираклий Церетели
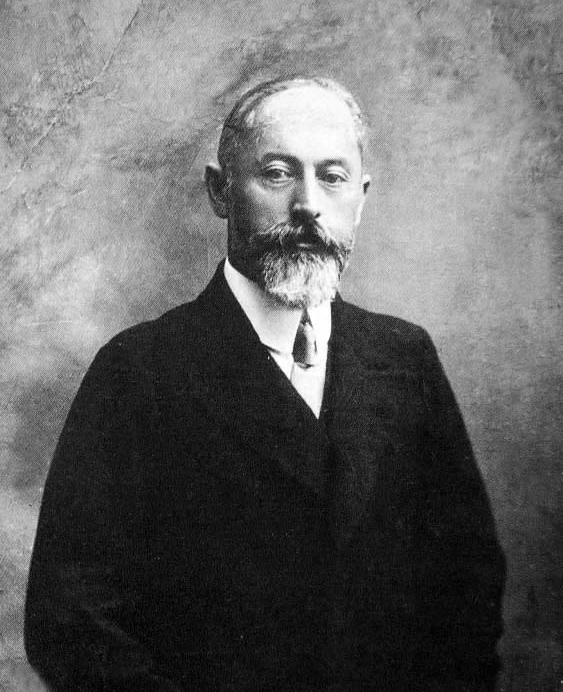
Ной Жордания
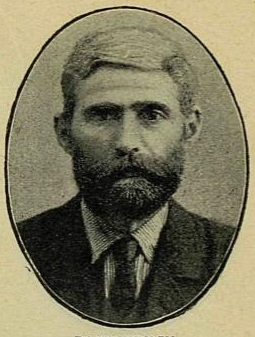
Исидор Рамишвили
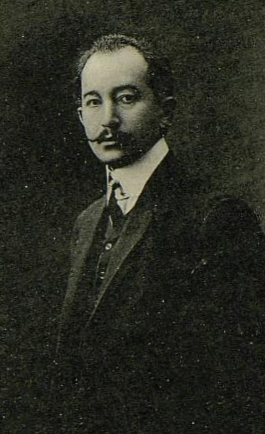
Евгений Гегечкори
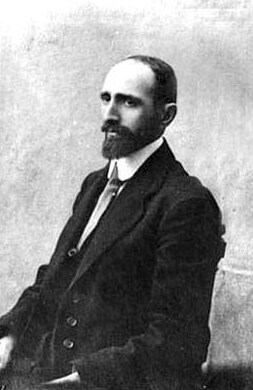
Ной Рамишвили

## Программа партии
Грузинская социал-демократическая партия ставила перед собой следующие цели:
- Разработка и принятие Конституции
- Установление в Грузии парламентской системы.
- Введение всеобщего избирательного права для мужчин и женщин, а также иностранцев, проживших на территории Грузии более 20 лет.
- Формирование национальной армии под контролем правительства и Национальной гвардии под парламентским контролем.
- Национальные символы (гимн, флаг и герб).
- Повышение уровня грамотности и развитие системы образования.
- Ограничение рабочей недели 48 часами.
- Административная реорганизация.